# Keltie (udde)
Keltie är en udde i Antarktis. Den ligger i Östantarktis. Australien gör anspråk på området.
Terrängen inåt land är platt åt sydväst, men åt sydost är den kuperad. Havet är nära Keltie norrut. Trakten är obefolkad. Det finns inga samhällen i närheten.